# Karol Daráž
Karol Daráž (* 16. února 1944) byl slovenský a československý politik Komunistické strany Slovenska a poslanec Sněmovny národů Federálního shromáždění za normalizace.

## Biografie
K roku 1986 se profesně uvádí jako ředitel závodu. Šlo o podnik Tesla.
Ve volbách roku 1986 zasedl za KSS do slovenské části Sněmovny národů (volební obvod č. 96 – Nové Zámky, Západoslovenský kraj). Ve Federálním shromáždění setrval do konce funkčního období, tedy do svobodných voleb roku 1990. Netýkal se ho proces kooptací do Federálního shromáždění po sametové revoluci.
V roce 1996 se jistý Ing. Karol Daráž uvádí jako člen dozorčí rady podniku Elektrosvit, a. s. Nové Zámky. Zmiňuje se tehdy jako soukromý podnikatel z Nových Zámků.